# 世界大学辩论赛
世界大学辩论赛 (英語：World Universities Debating Championship、WUDC) 是世界上最大的辩论比赛之一，遵守英国议会式辩论格式。每年，世界大学辩论赛都由投票方式决定一个主办的大学。 比赛在口语中被称为“世界大赛”（Worlds）。此比赛的优胜队伍在世界的大学英语辩论圈中被视作世界冠军。比赛语言是英语，但是，因为比赛有大量的非英语母语者以及非英语国家的参赛者，世界大学辩论赛也设有英语为第二语言（ESL）以及英语为外语（EFL）的复赛界别。

## 历届比赛
2015年，世界大学辩论赛在马来西亚吉隆坡举行。2016年，世界大学辩论赛在希腊塞萨洛尼基举行。